# والتر د وه‌کی
والتر د وه‌کی (ایتالیایی: Walter De Vecchi) (زاده ۱۸ فوریه ۱۹۵۵؛ میلان، ایتالیا)، سرمربی کنونی و بازیکن سابق فوتبال است که در پست مدافع و هافبک بازی می‌کرد. او در حال حاضر مربی تیم جوانان میلان است.

## دوران بازی
د وه‌کی دوران حرفه‌ای را در تیم زادگاه خود میلان آغاز کرد و در ادامه به تیم‌های وارزه و مونتسا پیوست و نقشی کلیدی در صعود مونتسا به سری آ ایفا کرد. او در فصل ۷۹–۱۹۷۸ به میلان بازگشت و پیش از آنکه در سال ۱۹۸۱ به باشگاه آسکولی منتقل شود، همراه میلان قهرمانی در سری آ را بدست آورد.
در ادامه برای تیم‌های ناپولی، بولونیا و رجانا به میدان رفت و در سال ۱۹۹۲ کفش‌های خود را آویخت.

## دوران مربیگری
او ابتدا مربیگری را در سطح نوجوانان در میلان آغاز کرد و در ادامه هدایت تیم‌هایی چون ونتزیا، کارپی، کوزنتسا، کومو، چزنا و اسپال را در سطوح پایین‌تر فوتبال ایتالیا بدست گرفت. پس از آن مجدداً به میلان بازگشت و در تیم‌های پایه میلان مشغول به کار شد.